# Busco tonta para fin de semana
Busco tonta para fin de semana es una película española de comedia estrenada en 1973, coescrita y dirigida por Ignacio Iquino y protagonizada en los papeles principales por Cassen, Isabel Garcés, Santi Sans, Mirta Miller y Fanny Grey.

## Sinopsis
Felipe tiene una tía muy rica que cree que su sobrino utiliza su dinero para hacer obras de beneficencia a favor de las mujeres descarriadas, cuando a lo que se dedica realmente es a buscar chicas para pasar el fin de semana. Cuando su tía y las amantes se enteran de lo que hace buscan vengarse de él.

## Reparto
- Cassen como Felipe.
- Isabel Garcés como	Doña Úrsula.
- Santi Sans como Sr. Feliu
- Mirta Miller como Elena.
- Fanny Grey como Montserrat.
- Fedra Lorente como	Purita Pérez Pérez.
- Asunción Vitoria como Filo.
- Marina Ferri como María Eugenia.
- Judy Collins como Marlene.
- Silvia Solar como	Empleada del hotel.
- Juan Fernández como Rodríguez.
- María Reniu como Lolita.
- Ricardo Moyán como	Hermano de Elena.
- Francisco Jarque como Pedro.